# Бас
Бас (от итал. basso «низкий») — самый низкий мужской певческий голос, имеющий соответствующую тесситуру голоса. Отличается большой глубиной и полнотой звучания. С давних пор и по наше время басовые голоса используются композиторами. Во многих сочинениях для хора и песнопениях басовая партия является ключевой. Также множество басовых партий было исполнено в оперном искусстве. Басы разграничивают на глубокий бас-профундо и певучий бас-кантанте.
Диапазон баса — от E—F (Ми, Фа большой октавы) и до e1—g1 (Ми, Фа, Фа#, Соль первой октавы) 82,4—392 Гц. Переходные ноты: a—cis (Ля малой октавы — До диез первой октавы). 
Центр голоса — c—c1 (До малой октавы — До 1-й октавы), однако у низких басов может быть смещён вниз.

## Разновидности
По высоте
- высокий бас (бас-кантанте[5])
- баритональный бас
- низкий бас (бас-профундо)
- октавист

По тембру
- характерный бас
- глубокий бас (бас-профундо)
- комический бас (бас-буффо)

Высокий бас, бас певучий (кантанте), бывает лирический (диапазон примерно от соль большой октавы до фа первой) и драматический (от фа большой октавы до ми первой).
Низкий бас, глубокий бас (профундо), имеет рабочий от до-ми большой октавы до ре-ми первой, в русском хоровом пении называется также «центральным».
Баритональный бас. Голос, который по тембральным характеристикам соответствует басу, но может быть ограничен в нижнем диапазоне и имеет более высокие ноты в диапазоне по сравнению с высоким басом. Диапазон голоса соответствует баритону, но имеет тёмное, мощное, басовое звучание.  
Октависты. В хоровой православной церковной практике существуют голоса способные извлекать предельно низкие звуки для человеческого голоса (ля - си бемоль контроктавы). 
Этот тип голоса редко используется в светской музыке (примеры: солист в хоровом концерте №.21 Д. Бортнянского, партия Сенеки в опере К. Монтеверди «Коронация Поппеи»).

## Некоторые известные басовые партии в операх

### Оперы на русском языке
- Сусанин («Жизнь за царя» М. И. Глинки)
- Руслан, Фарлаф, Светозар («Руслан и Людмила» М. И. Глинки)
- Мельник («Русалка» А. С. Даргомыжского)
- Квазимодо («Эсмеральда» А. С. Даргомыжского)
- Лепорелло («Каменный гость» А. С. Даргомыжского)
- Борис Годунов, Пимен, Варлаам («Борис Годунов» М. П. Мусоргского)
- Иван Хованский, Досифей («Хованщина» М. П. Мусоргского)
- Владимир Галицкий, Кончак («Князь Игорь» А. П. Бородина)
- Иван Грозный, Токмаков, Вяземский («Псковитя́нка» Н. А. Римского-Корсакова)
- Сальери («Моцарт и Сальери»  Н. А. Римского-Корсакова)
- Варяжский гость, Морской царь («Садко» Н. А. Римского-Корсакова)
- Мороз («Снегурочка» Н. А. Римского-Корсакова)
- Царь Салтан («Сказка о царе Салтане» Н. А. Римского-Корсакова)
- Собакин, Скуратов («Царская невеста» Н. А. Римского-Корсакова)
- Олоферн («Юдифь» А. Н. Серова)
- Князь Гудал («Демон» А. Г. Рубинштейна)
- Гремин, Зарецкий («Евгений Онегин» П. И. Чайковского)
- Кочубей, Орлик («Мазепа» П. И. Чайковского)
- Король Рене,Бертран («Иоланта» П. И. Чайковского)
- Архиепископ, Тибо д’Арк («Орлеанская дева» П. И. Чайковского)
- Сурин, Нарумов («Пиковая дама» П. И. Чайковского)
- Старый цыган («Алеко» С. В. Рахманинова)
- Кутузов («Война и мир» С. С. Прокофьева)
- Король Треф, Маг Челий, Кухарка, Фарфарелло («Любовь к трём апельсинам» С. С. Прокофьева)

### Оперы на других языках
- Базилио («Севильский цирюльник» Дж. Россини)
- Бартоло («Севильский цирюльник» Дж. Россини; бас-буффо)
- Дон Манифико, Алидоро («Золушка» Дж. Россини)
- Дон Профондо, лорд Сидней, барон Тромбонок, дон Альваро, дон Пруденцио («Путешествие в Реймс» Дж. Россини)
- Мустафа («Итальянка в Алжире» Дж. Россини)
- Дуглас, Бертрам («Дева озера» Дж. Россини)
- Князь Вальтер, Мельхталь, Геслер («Вильгельм Телль» Дж. Россини)
- Гувернант («Граф Ори» Дж. Россини)
- Ассур, Орой («Семирамида» Дж. Россини)
- Цамбри («Кир в Вавилоне» Дж. Россини)
- Эльмиро («Отелло» Дж. Россини)
- Моисей, Фараон («Моисей в Египте» Дж. Россини)
- Брускино («Синьор Брускино» Дж. Россини)
- Бартоло («Свадьба Фигаро» В. А. Моцарта)
- Лепорелло, Командор, Мазетто («Дон Жуан» В. А. Моцарта)
- Зарастро («Волшебная флейта» В. А. Моцарта)
- Фигаро («Свадьба Фигаро» В. А. Моцарта; бас-баритон, баритон)
- Осмин («Похищение из сераля» В. А. Моцарта)
- Уберто («Служанка-госпожа» Д. Б. Перголези)
- Генрих VIII, Рошфор («Анна Болейн» Г. Доницетти)
- Дулькамара («Любовный напиток» Г. Доницетти)
- Раймонд («Лючия ди Ламмермур» Г. Доницетти)
- Оровезо («Норма» В. Беллини)
- Мефистофель («Фауст» Ш. Ф. Гуно; высокий бас)
- Лоренцо, граф Капулетти («Ромео и Джульетта» Ш. Ф. Гуно)
- Цунига («Кармен» Ж. Бизе)
- Нилаканта («Лакме» Л. Делиба)
- Абимелех («Самсон и Далила» К. Сен-Санса)
- Линдорф, Коппелиус, Даппертутто, доктор Миракль («Сказки Гофмана» Ж. Оффенбаха; баритон, высокий бас)
- Куно, Каспар, Пустынник («Вольный стрелок» К. М. Вебера)
- Мефистофель («Мефистофель» А.Бойто)
- Аттила, Леоне («Аттила» Дж. Верди)
- Рамфис, Фараон («Аида», Дж. Верди)
- Филипп II, Великий инквизитор («Дон Карлос» Дж. Верди)
- Том, Самюэль («Бал-маскарад» Дж. Верди)
- Банко («Макбет» Дж. Верди)
- Захария («Набукко» Дж. Верди)
- Спарафучиле, граф Чепрано («Риголетто» Дж. Верди)
- Феррандо («Трубадур» Дж. Верди)
- Маркиз Каллатрава («Сила судьбы» Дж. Верди)
- Маркиз д'Обиньи, доктор Гренвиль («Травиата» Дж. Верди)
- Альвизе («Джоконда» А. Понкьелли)
- Вотан, Доннер, Фазольт, Фафнер («Золото Рейна» Р. Вагнера)
- Вотан, Хундинг («Валькирия» Р. Вагнера)
- Странник, Альберих, Фафнер («Зигфрид» Р. Вагнера)
- Гунтер, Хаген, Альберих («Гибель богов» Р. Вагнера)
- Принц Бульонский, Квино («Адриана Лекуврёр» Ф. Чилеа)
- Флевиль, Роше, Фукье-Тенвиль («Андре Шенье» У. Джордано)
- Штроммингер, Пастор («Валли» А. Каталани)
- Коллен, Бенуа, Альциндор («Богема» Дж. Пуччини)
- Бонза («Мадам Баттерфляй» Дж. Пуччини)
- Тимур («Турандот» Дж. Пуччини)
- Доктор («Воццек» А. Берг)
- Порги («Порги и Бесс» Дж. Гершвина, бас-баритон)
- Гений холода («Король Артур» Г. Пёрселл)
- Карась, Имам («Запорожец за Дунаем» С. С. Гулак-Артемовский)
- Тарас Бульба («Тарас Бульба» Н. В. Лысенко)
- Выборний Макогоненко («Наталка Полтавка» Н. В. Лысенко)
- Моисей («Моисей» М. Скорика)
- Ярослав Мудрый, Сильвестр, Свечкогас, Людомир, Стемир («Ярослав Мудрый» Г. Майбороды)

## Партии в опереттах
- Плутон, Вакх («Орфей в аду» Ж. Оффенбах)
- Калхас («Прекрасная Елена» Ж. Оффенбах)
- Генерал Бум («Великая герцогиня Герольштейнская» Ж. Оффенбах)
- Директор театра («Мадемуазель Нитуш» Ф. Эрве)
- Франк («Летучая мышь» И. Штраус)
- Бартоломео Дельаква («Ночь в Венеции» И. Штраус)
- Коломан Зупан («Цыганский барон» И. Штраус)
- Бумс, Янос («Лёгкая кавалерия» Ф. фон Зуппе)
- Вюрмхен («Продавец птиц» К. Целлер)
- Первый министр, церемониймейстер («Царевич» Ф. Легар)
- Мануэль Биффи, лейтенант Антонио, профессор Мартини («Джудитта» Ф. Легар)
- Ферри, Ронсдорф, князь Леопольд («Королева чардаша (Сильва)» И. Кальман)
- Карл Штефан Лиенберг («Марица» И. Кальман)
- Директор цирка Станиславский («Принцесса цирка» И. Кальман)
- Луи-Филипп («Баядера» И. Кальман)
- Граф Кутайсов («Холопка» Н. Стрельников)